# Bamble
Bamble (vroeger ook wel geschreven als Bamle) is een gemeente in de Noorse provincie Telemark. De gemeente telde 14.138 inwoners in januari 2017. De omgeving is geologisch van belang. Er is mijnbouw, zoals de winning van apatiet en van nikkel.

## Bezienswaardigheden
- Kerk van Bamble, een van de eerste houten neogotische kerken in Noorwegen (1841-1845) met een toren van 1902.
- Olavskirken, ruïne van een romaans kerkgebouw, stenen bouwwerk van 1148 in viking-romaanse stijl. Na de reformatie werd dit de Skeidi kerk genoemd.

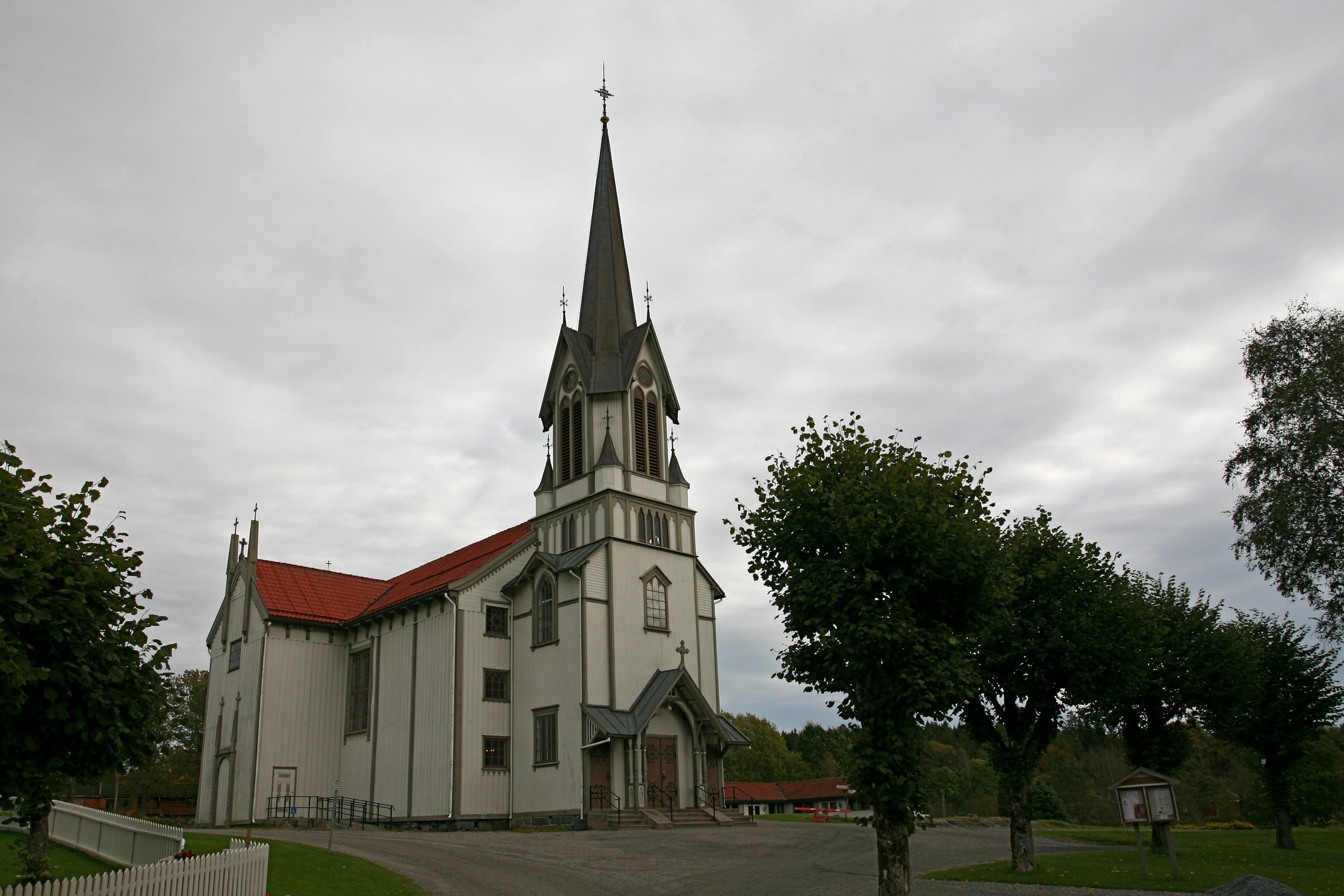
Kerk van Bamble
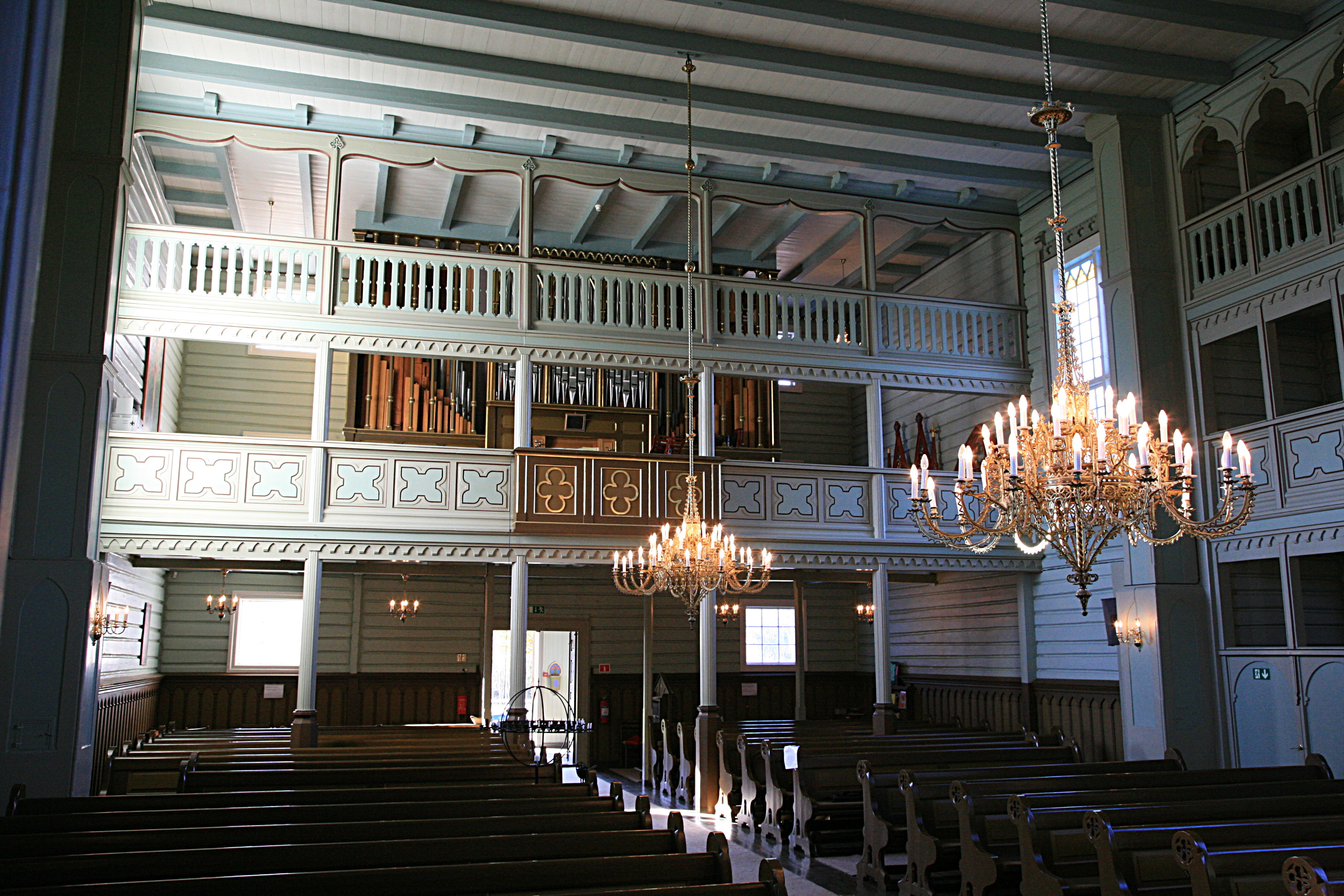
Kerk van Bamble, doksaal
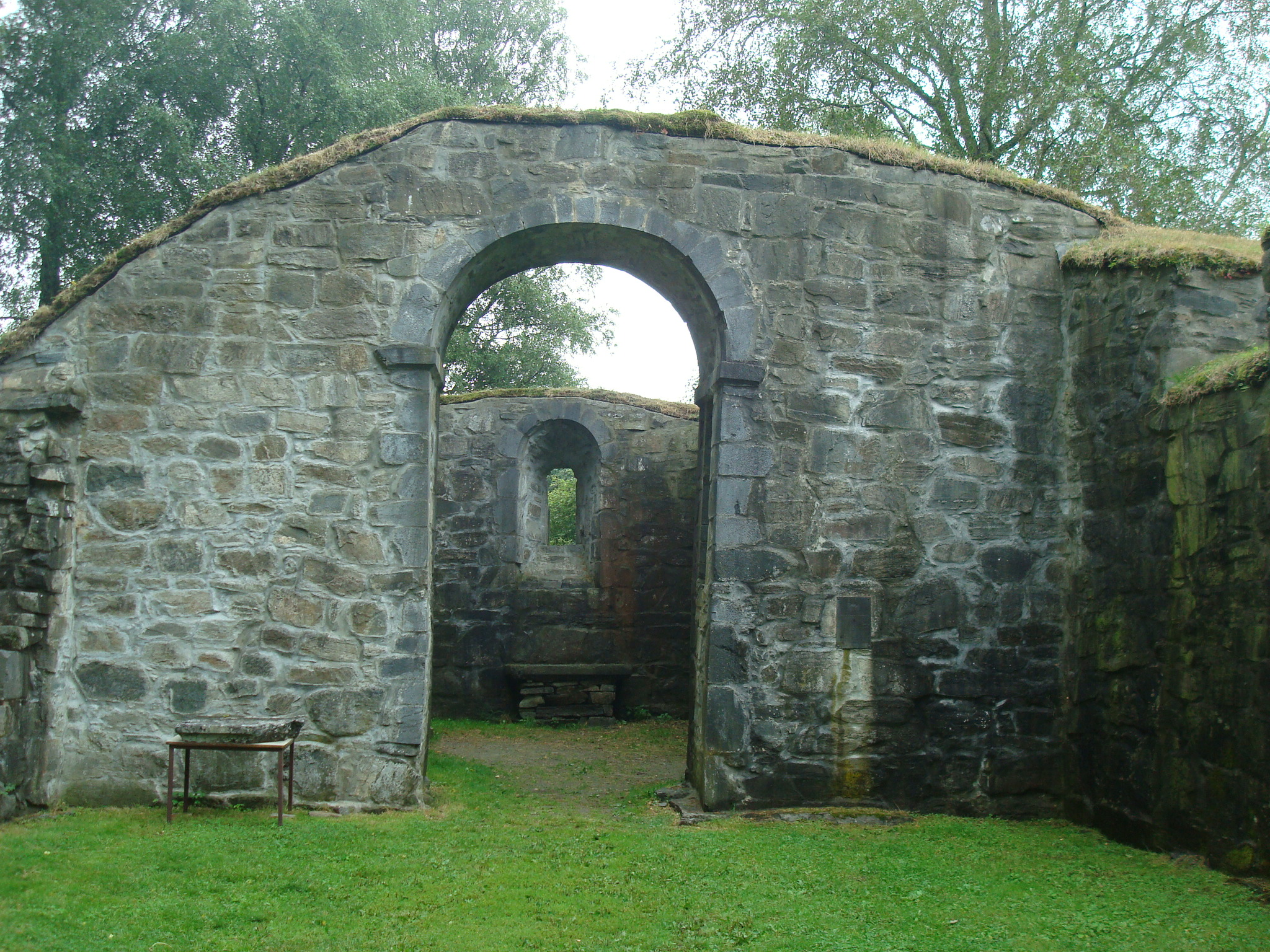
Ruïne van Olavskirken
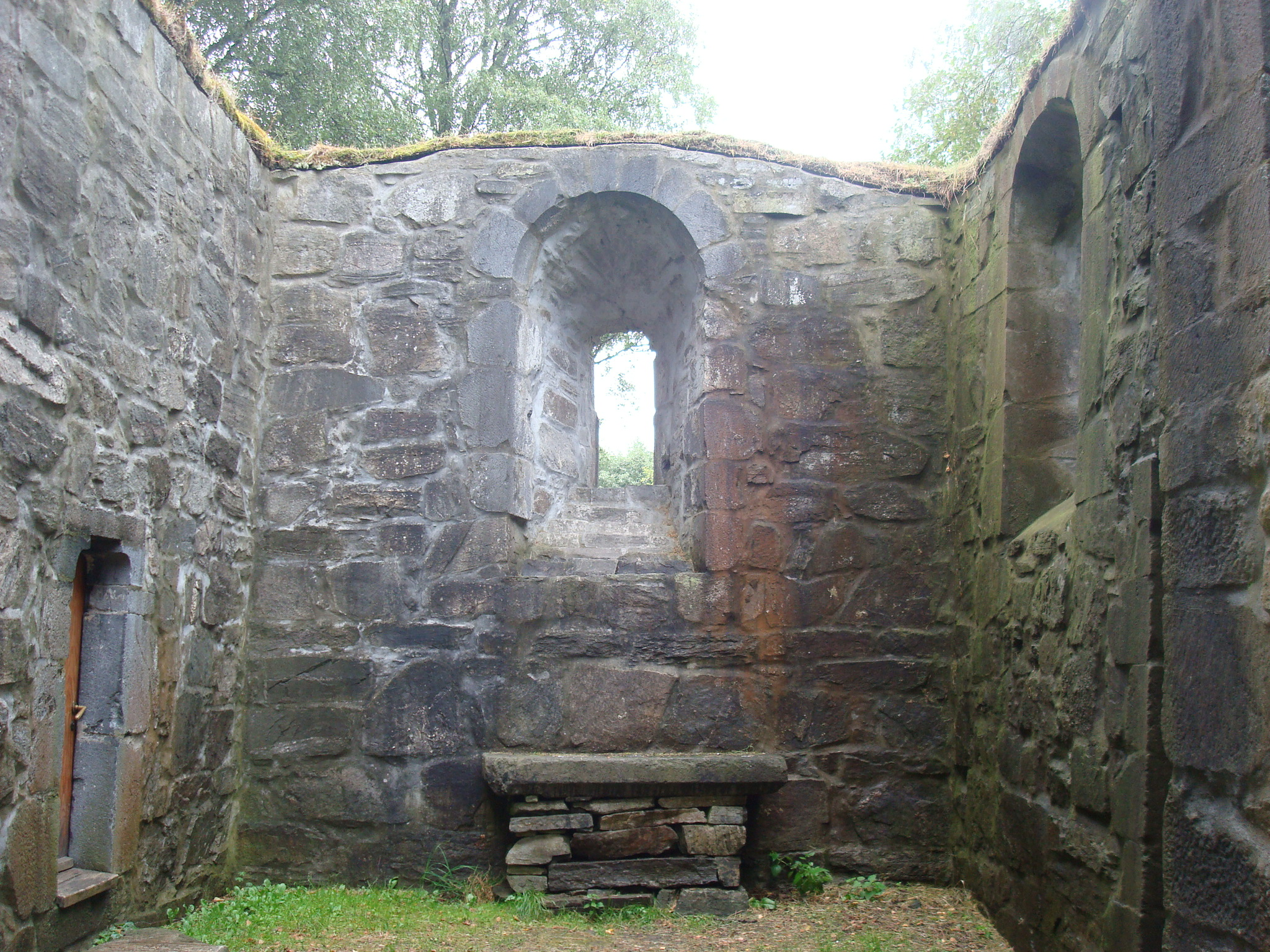
Ruïne van Olavskirken
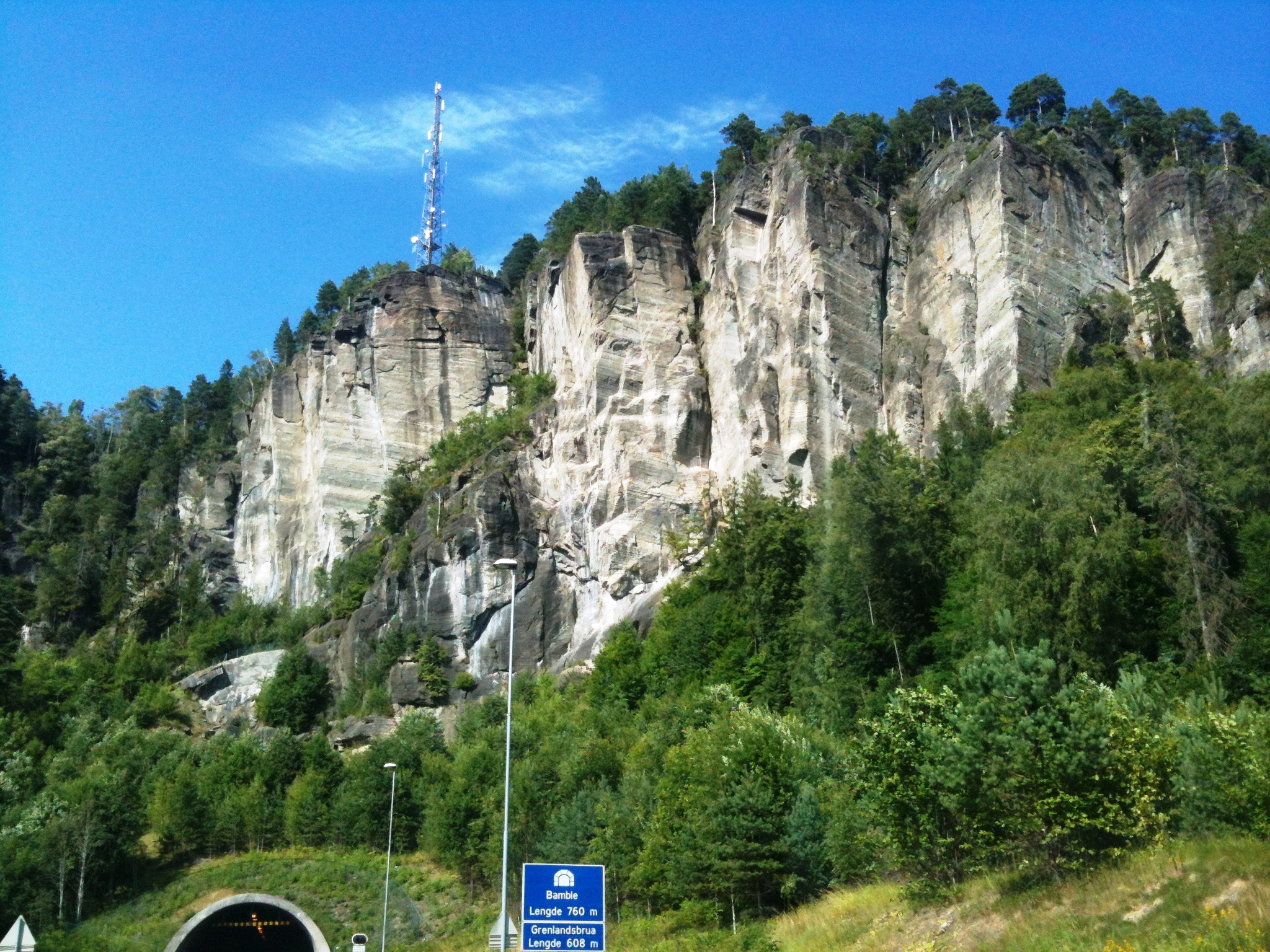
Rotsformatie

## Plaatsen in de gemeente
- Herre
- Langesund
- Stathelle

## Geboren
- Jan Halvor Halvorsen (1963), voetballer en voetbalcoach

Bamble · Drangedal · Fyresdal · Hjartdal · Kragerø · Kviteseid · Midt-Telemark · Nissedal · Nome · Notodden · Porsgrunn · Seljord · Siljan · Skien · Tinn · Tokke · Vinje